# Otto Brandt (Historiker)
Otto Brandt (* 26. August 1892 in Heidelberg; † 16. Januar 1935 in Erlangen) war ein deutscher Historiker.

## Leben
Brandts Vater Samuel (1848–1938) war Klassischer Philologe, Lehrer und Geheimer Hofrat in Heidelberg. Brandt studierte an der Ludwig-Maximilians-Universität München, der Sorbonne, der Friedrich-Wilhelms-Universität zu Berlin und der Ruprecht-Karls-Universität Heidelberg. In Heidelberg wurde er 1916 zum Dr. phil. promoviert. Zu seinen Lehrern zählten Max Lenz und Hermann Oncken. Nach der Promotion war er bis 1919 Lehrer an einer Oberrealschule und einem Gymnasium in Heidelberg. 1919 habilitierte er sich an der Christian-Albrechts-Universität zu Kiel über August Wilhelm Schlegel. Seine Habilitationsschrift erschien auch als Buch. Er wurde 1920 Privatdozent in Kiel und war ab 1924 mit einem Lehrauftrag für westeuropäische Geschichte beauftragt. Brandt befasste sich vor allem mit der Geschichte Schleswig-Holsteins im 18. Jahrhundert. Er schrieb Biographien von Caspar von Saldern und Heinrich Rantzau. Seine Geschichte Schleswig-Holsteins erlebte bis in die 1980er Jahre Neuauflagen.
1928 wurde er planmäßiger außerordentlicher Professor an der Friedrich-Alexander-Universität Erlangen für mittlere und neuere Geschichte. Mit seinem Kollegen Bernhard Schmeidler (Professor für Mittlere und Neuere Geschichte), Friedrich Maurer (Professor für Germanistik) und Robert Gradmann (Professor für Geografie) gründete er am 1. April 1933 das Institut für fränkische Landesforschung an der Universität Erlangen. 1934 übernahm er das neu eingerichtete Ordinariat für Neuere Geschichte. Zum 1. Mai 1933 trat er der NSDAP bei (Mitgliedsnummer 3.175.084) und wurde nach der Umstrukturierung des Hochschulwesens durch die NSDAP von Johannes Reinmöller, dem Führer der Universität Erlangen, zum stellvertretenden Dekan der Philosophischen Fakultät ernannt.
1931 wurde Brandt in die Königlich Dänische Akademie für vaterländische Geschichte und Sprache aufgenommen. Er verfasste auch Schulbücher und begründete das Handbuch der Deutschen Geschichte, das von Leo Just und Arnold Oskar Meyer fortgeführt wurde. Er starb im 43. Lebensjahr.

## Schriften
- August Wilhelm Schlegel. Deutsche Verlags-Anstalt, Stuttgart 1919.
- Die Führer der Schleswigschen Ständeversammlung. In: Schleswig-Holsteinisches Jahrbuch (1924), S. 74–77.
- Geschichte Schleswig-Holsteins. Ein Grundriss. Mühlau, Kiel 1925, 2. Auflage 1926, 1935, 4. Auflage Mühlau, Kiel 1949, 7. Auflage 1976 (mit Beitrag von Herbert Jankuhn, bearbeitet und erweitert von Wilhelm Klüver), 1981.
- Geistesleben und Politik in Schleswig-Holstein um die Wende des 18. Jahrhunderts. DVA, Stuttgart 1924, 2. Auflage. Mühlau, Kiel 1927, Reprint Mühlau, 1981 (Digitalisat der 2. Auflage, Bayerische Staatsbibliothek)
- Zur Vorgeschichte der schleswig-holsteinischen Erhebung. Deutsche Verlags-Gesellschaft für Politik und Geschichte, Berlin 1927 (Einzelschriften zur Politik und Geschichte; 16).
- Heinrich Rantzau und seine Relationen an die dänischen Könige. R. Oldenbourg Verlag, München 1927.
- Schleswig-Holsteins Geschichte und Leben in Karten und Bildern. Ein Nordmark-Atlas. Köbner, Altona 1928.
- Der Freiheitskampf Schwedens unter Gustav Wasa. H. Beyer, Langensalza 1931.
- Caspar von Saldern und die nordeuropäische Politik im Zeitalter Katharinas II. Erlangen, sowie Mühlau, Kiel, 1932.

## Reden
- „Herr mach uns frei!“ (= Erlanger Universitätsreden, Bd. 6), Erlangen 1929. [10 Jahre Friedensvertrag von Versailles]